# Mariä Himmelfahrt (Riedering)

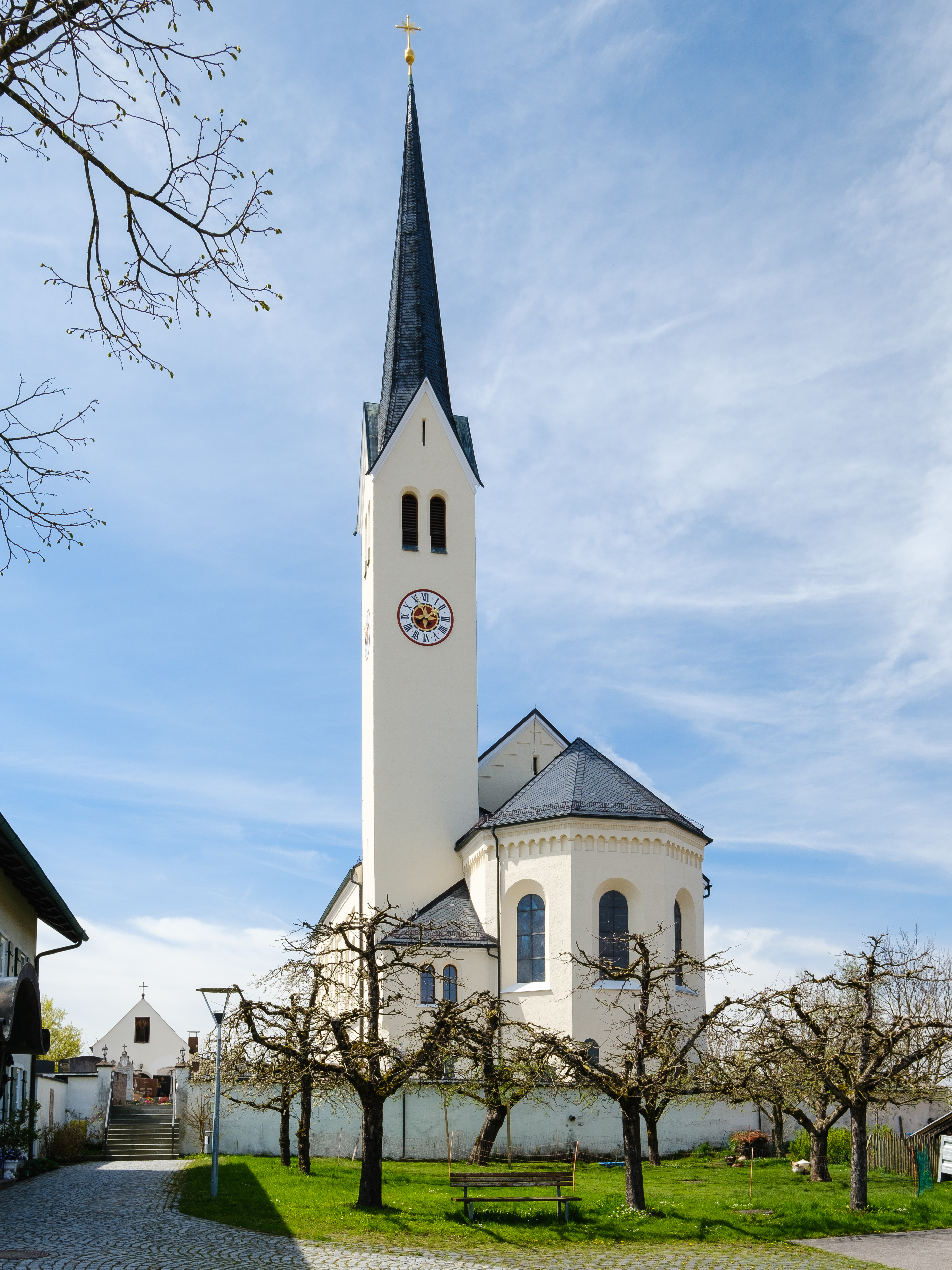
Mariä Himmelfahrt in Riedering

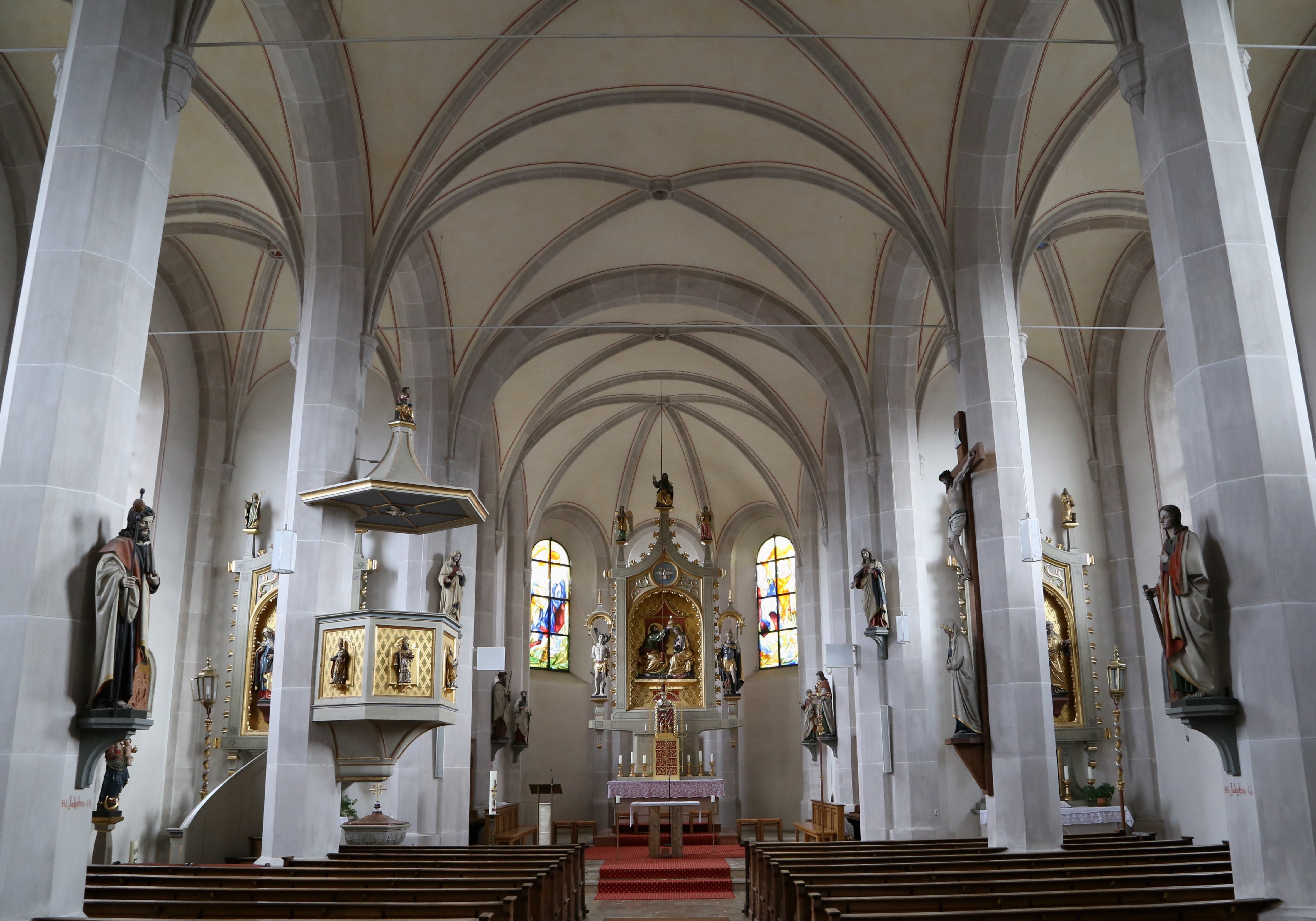
Blick zum Chor

Die römisch-katholische Pfarrkirche Mariä Himmelfahrt steht in Riedering, einer Gemeinde im oberbayerischen Landkreis Rosenheim. Sie ist in der Liste der Baudenkmäler in Riedering als Baudenkmal unter der Nr. D-1-87-167-1 eingetragen. Die Kirche gehört zum Dekanat Rosenheim im Erzbistum München und Freising.

## Beschreibung
Die Hallenkirche wurde 1858 nach Plänen von Michael Gaisberger in neuromanischen Formen unter Einbeziehung von Teilen des spätgotischen Vorgängerbaus aus der zweiten Hälfte des 15. Jahrhunderts erneuert. 1953 wurde sie nach Plänen von Rudolf Esterer umgestaltet. Sie besteht aus dem dreischiffigen Langhaus und dem dreiseitig geschlossenen Chor im Osten des Mittelschiffs. An der Südwand des Chors steht ein Chorflankenturm, zwischen dessen Giebeln sich ein spitzer Helm erhebt. In seinem obersten Geschoss befindet sich der Glockenstuhl hinter den Klangarkaden, darunter sind die Zifferblätter der Turmuhr angebracht. Die Sakristei mit einem Oratorium im Obergeschoss befindet sich an der Südostecke von Chor und Chorflankenturm.
Der Innenraum ist mit einem Kreuzrippengewölbe überspannt. Die von Johann Nepomuk Petz aus München geschaffenen neuromanischen Altäre und die Kanzel wurden 1859 eingebracht. Auf dem Altarretabel des Hochaltars ist die Krönung Mariens dargestellt. Die  Predella des rechten Seitenaltares zeigt eine aus dem ausgehenden 15. Jahrhundert stammende Darstellung der Beweinung Christi.

## Orgel

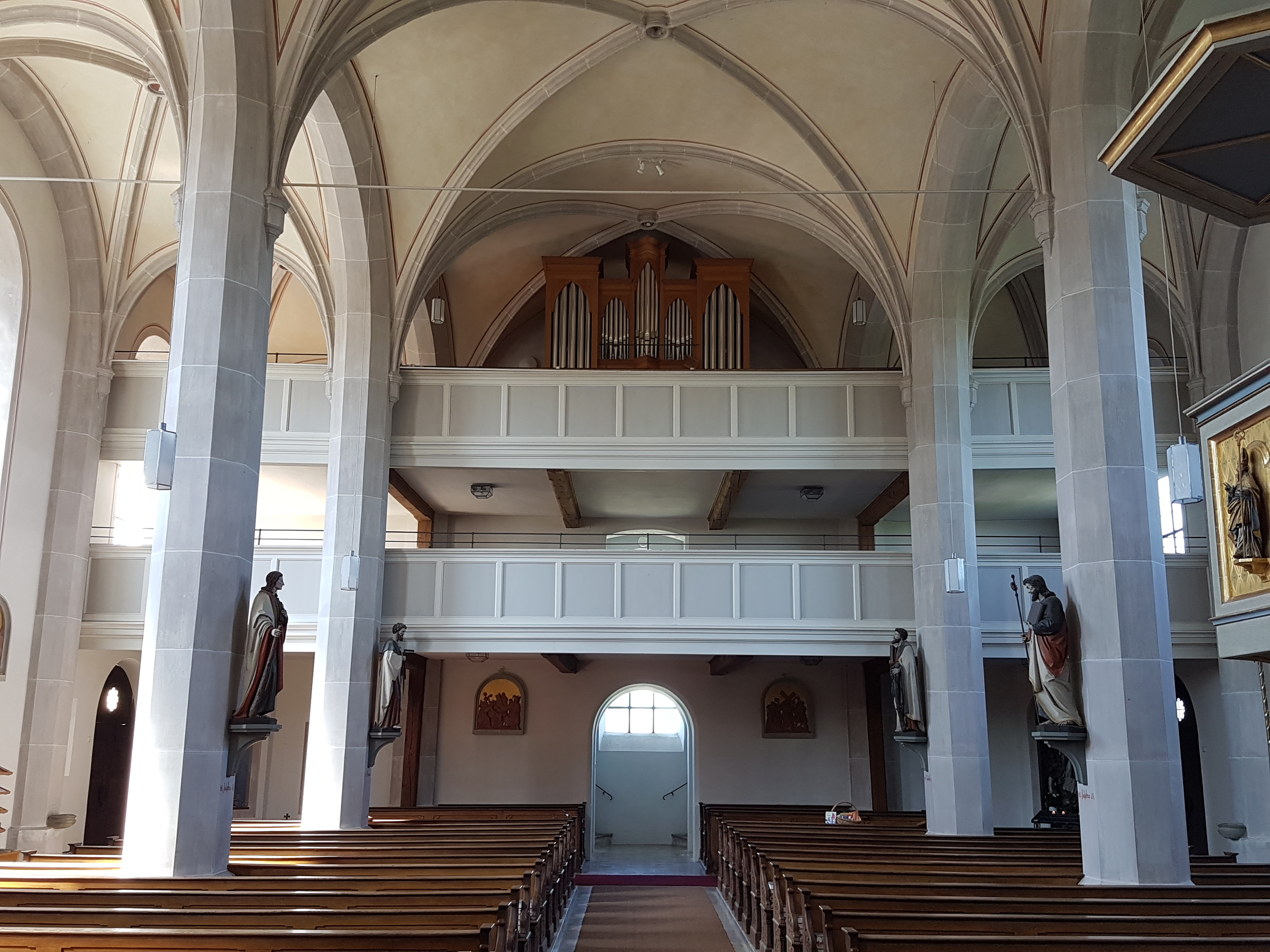
Doppelempore mit Linder-Orgel

Die Orgel auf der oberen Empore wurde 2005 von Orgelbau Linder gebaut. Sie hat 17 klingende Register auf zwei Manualen und Pedal und mechanische Spiel- und Registertraktur. Die Disposition lautet:
| I Manual C–g3 |       |            |
| Principal     | 8′    |            |
| Rohrflöte     | 8′    |            |
| Octave        | 4′    |            |
| Holzflöte     | 4′    |            |
| Blockflöte    | 2′    |            |
| Mixtur        | 1 ⁄3′ |            |
| Quinte        | 1 ⁄3′ | [ Anm. 1 ] |
| Trompete      | 8′    |            |

| II Manual C–g3 |        |            |
| Gedackt        | 8′     |            |
| Salicional     | 8′     |            |
| Principalflöte | 4′     |            |
| Quinte         | 2 ⁄3′  |            |
| Principal      | 2′     |            |
| Terz           | 1 3⁄5′ |            |
| Cimbel         | 1′     |            |
| Superoctave    | 1′     | [ Anm. 2 ] |
| Tremulant      |        |            |

| Pedal C–f1   |     |            |
| Subbaß       | 16′ |            |
| Oktavbaß     | 8′  |            |
| Gedecktbaß   | 8′  | [ Anm. 3 ] |
| Choralbaß    | 4′  | [ Anm. 4 ] |
| Fagottbaß    | 16′ |            |
| Trompetenbaß | 8′  | [ Anm. 5 ] |

- Koppeln: II/I, Sub-Oktavkoppel II/I, I/P, II/P

Anmerkungen
1. ↑  Vorabzug aus Mixtur
2. ↑  Vorabzug aus Cimbel
3. ↑  Fortsetzung von Subbaß 16′
4. ↑  Fortsetzung von Oktavbaß 8′
5. ↑  Fortsetzung von Fagottbaß 16′